# Sun Microsystems

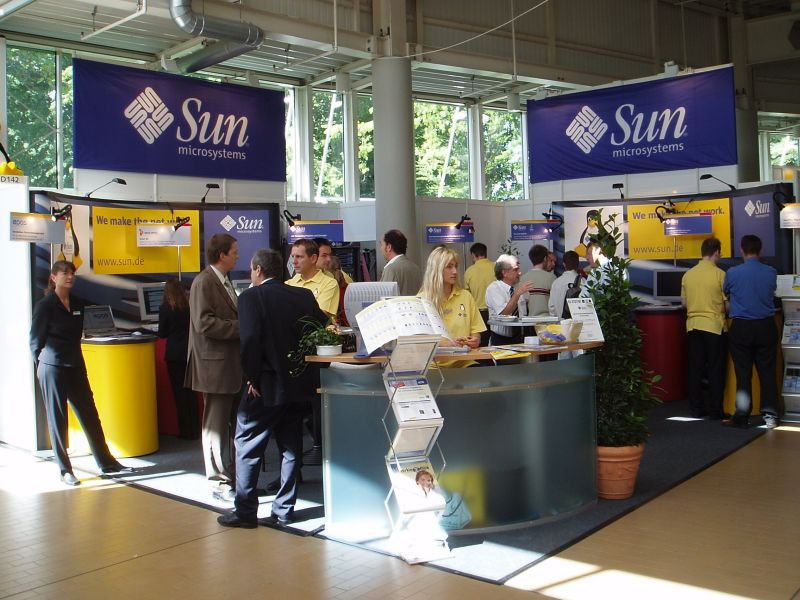
Instalaciones de Sun en el Linuxtag 2004, Karlsruhe, Alemania

Sun Microsystems fue una empresa informática que se dedicaba a vender estaciones de trabajo, servidores, componentes informáticos, software (sistemas operativos) y servicios informáticos. Fue adquirida en el año 2010 por Oracle Corporation, y formó parte de los iconos de Silicon Valley, como fabricante de semiconductores y software.
Fue constituida en 1982 por el alemán Andreas von Bechtolsheim y los estadounidenses Vinod Khosla, Scott McNealy y Bill Joy quien fue uno de los principales desarrolladores de la versión de UNIX denominada Berkeley Software Distribution (BSD) y a quien se le considera uno de los miembros fundadores. Las siglas SUN se derivan de «Stanford University Network», proyecto creado para conectar en red las bibliotecas de la Universidad de Stanford.
En ese año introducen al mercado su primera estación de trabajo, que, desde su inicio, trabajó con el protocolo TCP/IP, sobre el cual se rige la mayor parte del tráfico de Internet.
A finales de 2005, la empresa contaba con alrededor de 31.000 empleados a nivel mundial. Se hizo famosa por el eslogan «The network is the computer» («La red es la computadora»).
En diciembre de 2008 su valor en la bolsa de tecnología Nasdaq estaba ligeramente sobre los 3000 millones de dólares estadounidenses, y sus ventas anuales ascendían a 11 000 millones de dólares.
Algunos de sus productos han sido servidores y estaciones de trabajo para procesadores SPARC, los sistemas operativos SunOS y Solaris, el NFS, el sistema de archivos ZFS, la plataforma de programación Java, y conjuntamente con AT&T la estandarización del UNIX. Además de otros proyectos quizás menos rentables, como un nuevo entorno gráfico, NeWS o la interfaz gráfica de usuario OpenLook.

## Software

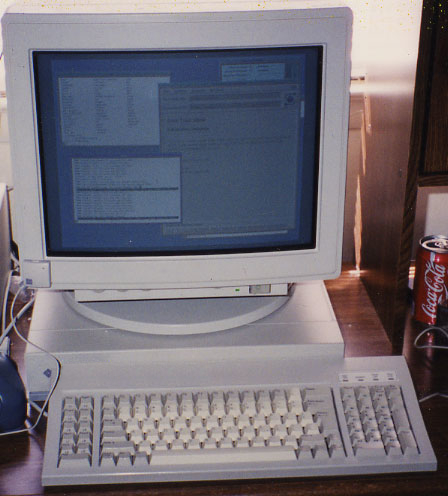
SPARCstation 1+ 25MHz SPARC 1152x900 256-color (cg6 GX accelerated)

### Java
Java es una plataforma desarrollada al comienzo de los años 1990 con el objetivo concreto de permitir ejecutar programas sin tener relativamente en cuenta el hardware final, sin volver a reescribir todo el código del programa, ni tener que recompilar un programa para un cierto procesador.
Consiste en tres grandes bloques, el lenguaje Java, una máquina virtual y una interfaz de programación de aplicaciones o API.
El lenguaje Java es un lenguaje de programación orientado a objetos. Desde su introducción a finales de 1995, es uno de los lenguajes más conocidos.
Para lograr ejecutar los programas sobre una unidad (virtual), se compilan a código binario como bytecode para cualquier máquina virtual de Java.
El API facilita un amplio conjunto de bibliotecas de rutinas.
Java está respaldado por una gran comunidad de desarrolladores que activamente trabajan en productos y servicios alrededor de Java, que al mismo tiempo contribuyen a la evolución de la plataforma mediante el Java Community Process, una organización estándar, abierta y basada en comunidades.

### OpenOffice.org
Sun adquirió en agosto de (1999) el programa StarOffice, en su versión 5, a la compañía germana StarDivision y en el año 2000 publicó la versión de código abierto que renombró como OpenOffice.org bajo las licencias GNU LGPL y la SISSL, colaborando de esta forma con el movimiento del software libre. Es similar, en cuanto a desempeño, a la suite ofimática Microsoft Office, es multiplataforma y basada en el estándar OpenDocument, aprobado por la organizaciones de estandarización OASIS, ISO e IEC, estas dos últimas de manera conjunta.
StarOffice continuó existiendo como un producto comercial de software propietario asentado en el desarrollo de OpenOffice.org un breve tiempo después de la adquisición de Sun por parte de Oracle, pero bajo el nombre Oracle OpenOffice. Sus ventajas fueron el servicio y soporte propio de Sun (y luego de Oracle), además de la disponibilidad de abundante documentación y una amplia variedad de fuentes, plantillas y complementos. Oracle después abandonó el desarrollo y soporte de OpenOffice, cediendo el código a Apache Software Foundation, la cual lo renombró como Apache OpenOffice.

### Solaris
Solaris es un sistema operativo de tipo UNIX desarrollado por Sun Microsystems desde 1992 como sucesor de SunOS. Es un sistema certificado oficialmente como versión de UNIX System V Release 4. Funciona en arquitecturas SPARC y x86 para servidores y estaciones de trabajo.
Aunque Solaris fue desarrollado desde su inicio como software privativo, la mayor parte de su código fue liberado como proyecto de software libre denominado OpenSolaris, situación que se revirtió en agosto de 2010, al volver a cerrarse el código tras la adquisición de Sun Microsystems por parte de Oracle Corporation. Solaris es conocido por su escalabilidad, especialmente en sistemas SPARC, y por ser origen de innovadoras tecnologías, como DTrace y ZFS.

## Adquisiciones
- En febrero de 2008, Sun compró MySQL AB, un sistema de gestión de base de datos y anunció la adquisición de Innotek GmbH, empresa responsable de Virtual Box, un programa libre para virtualizar sistemas operativos.

## Venta de Sun Microsystems a Oracle
El 20 de abril de 2009 Jonathan Schwartz, CEO de Sun, anunció la venta de Sun a Oracle Corporation por unos 7400 millones de dólares. Este acuerdo se alcanzó después de varias semanas de rumores de venta a diferentes compañías, entre ellas IBM, HP y Cisco Systems.
El 21 de enero de 2010 la Unión Europea aprueba la compra y el 27 de enero Oracle anunció que finaliza la compra de Sun Microsystems.
A principios de septiembre de 2017, Oracle despidió a la mayoría de ingenieros en las áreas de desarrollo de Solaris y SPARC, en lo que parece ser el final del sistema operativo Unix y el procesador RISC. El número exacto está siendo debatido, pero se estima en 2500. Los trabajadores afectados estaban principalmente en el área de Santa Clara, en una antigua oficina de Sun, cercana a la sede de Intel, en otros tres estados y en la India también. Oracle ha declarado que seguirá dando servicio a los productos SPARC y Solaris hasta 2034.